# 安茹地区杜埃
安茹地区杜埃（法語：Doué-en-Anjou，法語：[dwe ɑ̃.n‿ɑ̃ʒu] ⓘ）是法国曼恩-卢瓦尔省的一个市镇，属于索米尔区。

## 地名
安茹（Anjou）为法国历史上的一个行省，现大致为曼恩-卢瓦尔省全境。“杜埃”（Doué）则是指该市镇的前身及主体杜埃拉方丹。

## 历史
安茹地区杜埃建于2016年12月30日，由以下8个市镇合并而来：
- 杜埃拉方丹（Doué-la-Fontaine）
- 布里涅（Brigné）
- 莱永河畔孔库尔松（Concourson-sur-Layon）
- 福尔日（Forges）
- 梅涅
- 蒙福尔（Montfort）
- 莱永河畔圣乔治（Saint-Georges-sur-Layon）
- 莱永河畔莱韦尔谢（Les Verchers-sur-Layon）

其中杜埃拉方丹为政府驻地。

## 地理
安茹地区杜埃（47°11'38"N, 0°16'28"W）面积148.55 平方千米，位于法国卢瓦尔河地区大区曼恩-卢瓦尔省，该省份为法国西部内陆省份，大致对应安茹地区，北起顺时针与马耶讷省、萨尔特省、安德尔-卢瓦尔省、维埃纳省、德塞夫勒省、旺代省、大西洋卢瓦尔省和伊勒-维莱讷省接壤。
与安茹地区杜埃接壤的市镇（或旧市镇、城区）包括：卢雷斯-罗什默尼耶、代讷泽苏杜埃、韦里、莱叙尔姆、锡宰拉马德莱娜、布罗赛、沃代尔奈、勒皮诺特尔达姆、圣马凯尔迪布瓦、利斯-上莱永、泰朗茹、布里萨克-卢瓦尔-欧邦斯、蒂法兰。
安茹地区杜埃的时区为UTC+01:00、UTC+02:00（夏令时）。

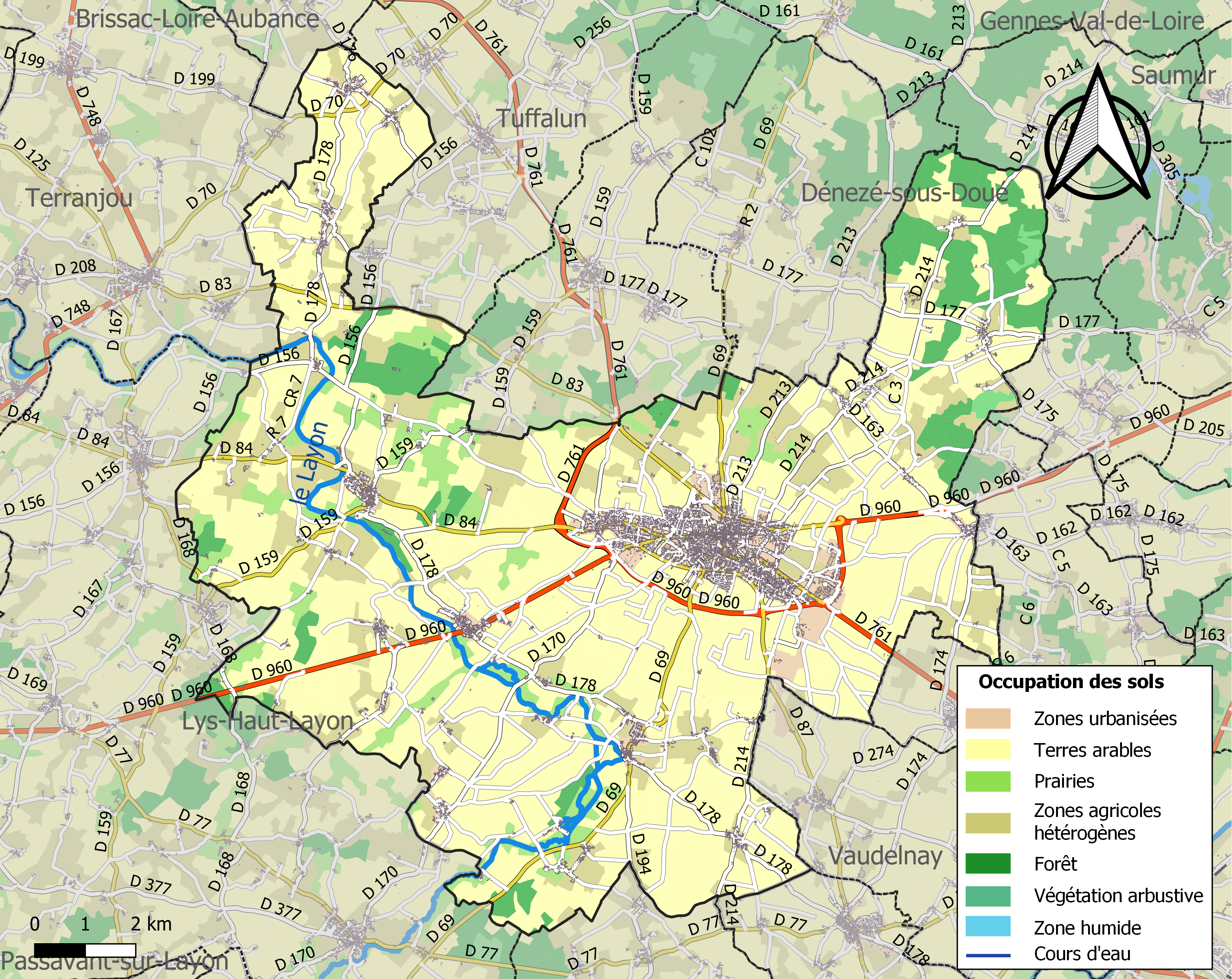
安茹地区杜埃的OSM定位图

## 行政
安茹地区杜埃的邮政编码为49700，INSEE市镇编码为49125。

## 政治
安茹地区杜埃所属的省级选区为安茹地区杜埃县。

## 人口
安茹地区杜埃于2022年1月1日时的人口数量为11227人。